# Oriolo (Kalábrie)
Oriolo (v místním nářečí Riuw) je italská obec v provincii Cosenza v regionu Kalábrie při hranicích s regionem Basilicata. Oriolo je jedním z devíti (původně 15) členů sdružení Comunità montana Alto Jonio (Sdružení horských obcí Alto Jonio) na území provincie Cosenza. V obci Oriolo bylo k 31. srpnu 2020 registrováno 1963 obyvatel, trvale je zaznamenáván mírný pokles jejich počtu. Od roku 2016 je Oriolo součástí asociace I Borghi più belli d'Italia (Nejkrásnější historická sídla v Itálii).

## Geografie
Oriolo leží v nadmořské výšce 450 metrů nedaleko východní hranice Národního parku Pollino, zahrnující stejnojmenné pohoří na hranicích mezi Kalábrií a Basilicatou. Starobylé „borgo“, opevněné sídlo s hradem, je vybudováno na pískovcové skále nad údolím řeky Ferro, ve starověku zvané Akalandro. Jádro historického Oriola je od pobřeží Tarentského zálivu Jónského moře vzdáleno přibližně 13 km vzdušnou čarou.

## Historie
Opevněné městečko původně patřilo k sídlům na území řeckého státu Sybaris a pravděpodobně bylo vybudováno ve jako útočiště pro obyvatele regionu, ohrožované invazemi Saracénů – například v roce 902 bylo zdejší území zpustošeno vpádem vojsk Ibrahíma ibn Ahmeda. V pramenech z roku 1117 je sídlo na skále zmiňováno jako kastron Ourtzoulon (řecky Κάστρον Ορτζουλόν), později Orghiolon nebo Ordeolum. Do současnosti se dochovalo urbanistické rozvržení města ze 17. století a některé starší stavby, včetně hradu, přebudovaného v byzantském a v aragonském období. Patronem obce je svatý Jiří, jehož svátek se zde slaví 23. dubna.

## Pamětihodnosti
- Aragonský hrad
- Kostel sv. Jiří (Chiesa di San Giorgio) se vstupním portálem z roku 1264

## Partnerské obce
- Costigliole Saluzzo v Piemontu, Itálie